# Liumin
Liumin (kinesiska: 六民乡, 六民) är en socken i Kina. Den ligger i provinsen Sichuan, i den sydvästra delen av landet, omkring 450 kilometer söder om provinshuvudstaden Chengdu. Antalet invånare är 1 758. Befolkningen består av 832 kvinnor och 926 män. Barn under 15 år utgör 30 %, vuxna 15-64 år 62 %, och äldre över 65 år 7,0 %.
Genomsnittlig årsnederbörd är 1 137 millimeter. Den regnigaste månaden är juli, med i genomsnitt 320 mm nederbörd, och den torraste är januari, med 3 mm nederbörd.